# ان-استیل‌آنترانیلیک اسید
ان-استیل‌آنترانیلیک اسید (به انگلیسی: N-Acetylanthranilic acid) یک ترکیب شیمیایی با شناسه پاب‌کم ۶۹۷۱ است. که جرم مولی آن ۱۷۹.۱۷ g/mol می‌باشد. 